# Reliant Energy Plaza
Reliant Energy Plaza je kancelářský mrakodrap v texaském městě Houston. Má 36 pater a výšku 158 metrů. Výstavba probíhala v letech 2001–2003 podle návrhu firmy Gensler Associates. Budova disponuje prostory o celkové výměře 130 063 m2.